# Luftinjë
Luftinjë is een plaats en voormalige gemeente in de stad (bashkia) Memaliaj in de prefectuur Gjirokastër in Albanië. Sinds de gemeentelijke herindeling van 2015 doet Luftinjë dienst als deelgemeente en is het een bestuurseenheid zonder verdere bestuurlijke bevoegdheden. De plaats telde bij de census van 2011 1.734 inwoners.

## Bevolking
In de volkstelling van 2011 telde de (voormalige) gemeente Luftinjë 1.734 inwoners, een daling ten opzichte van 3.882 inwoners op 1 april 2001. De bevolking bestond nagenoeg uitsluitend uit etnische Albanezen (95,39 procent).
In de volkstelling van 2011 identificeerde 9,46% van de bevolking zich niet met een van de vier belangrijkste denominaties van Albanië. Van de religieuze bevolking van Luftinjë was 86,14% moslims en 9,52% was bektashi. Slechts 0,06% van de bevolking was christelijk, uitsluitend katholieken.

## Nederzettingen
De voormalige gemeente omvatte de volgende dorpen: Izvor, Luftinjë, Luftinjë e Sipërme, Rrapaj, Rabie, Gllavë e Vogël, Maricaj, Arrëz e Madhe, Vagalat, Tosk Martalloz, Dervishaj, Zhapokikë, Zhapokikë e Sipërme, Ballaj en Luadhaj.